# Jonathan Janson
Jonathan Janson (Chelsea, Londres, 5 de octubre de 1930-29 de noviembre de 2015) fue un regatista británico olímpico.

## Biografía
Debutó en los Juegos Olímpicos de Melbourne 1956 en vela en la modalidad Dragon, y después de siete regatas, junto al timonel Graham Mann y Ronald Backus, consiguió la medalla de bronce tras Suecia y Dinamarca, que consiguieron la medalla de oro y la de plata respectivamente. También participó en los Juegos Olímpicos de Roma 1960, aunque esta vez solo consiguió ser séptimo.
Falleció el 29 de noviembre de 2015 a los 85 años de edad.

## Palmarés internacional
| Año  | Evento           | Lugar                  | Puesto | Categoría |
| ---- | ---------------- | ---------------------- | ------ | --------- |
| 1956 | Juegos Olímpicos | Melbourne ( Australia) |        | Dragon    |